# ربد صفصافي الورق
رَبْد صفصافي الورق هو نوع من النباتات المزهرة من جنس ربد في الفصيلة النجمية. ومن المعروف بالاسم الشائع عين الثور. مهدها أوروبا.
هذا هو النبات (عين الثور الأصفر) الذي مُنِح للفائزين بالميداليات في بطولة أوروبا بميونخ 2022 